# Hakan Arıkan
Hakan Arıkan (Karamürsel, 17 augustus 1982) is een Turks voormalig voetballer die als doelman speelde. Op 5 juni 2007 debuteerde hij voor Turkije.

## Clubcarrière
Arıkan speelde in de jeugdopleidingen van Karamürsel İdman Yurdu, Petkimspor en Kocaelispor. Op 25 mei 2003 debuteerde hij in de Süper Lig in het doel van Kocaelispor tegen Altay met een 5-0 nederlaag.
Door de jaren heen kwam hij uit voor Kocaelispor, Ankaraspor, Beşiktaş, Mersin İdman Yurdu, Antalyaspor, Trabzonspor, Osmanlıspor, Gençlerbirliği en Kayserispor.

## Interlandcarrière
Op 5 juni 2007 maakte Arıkan onder bondscoach Fatih Terim zijn debuut in het Turks voetbalelftal in de vriendschappelijke interland tegen Brazilië. Hij speelde de volledige wedstrijd. Turkije speelde het oefenduel met 0–0 gelijk.